# Ulrich von Wilamowitz-Moellendorff
Ulrich von Wilamowitz-Moellendorff (ur. 22 grudnia 1848 w Markowicach, zm. 25 września 1931 w Berlinie) – niemiecki filolog klasyczny. Był badaczem antyku, profesorem uniwersytetów w Greifswaldzie, Getyndze i Berlinie.

## Życiorys
Był ziemianinem, właścicielem majątków Markowice, Bożejewice, Wymysłowice. Pochodził z rodziny o odległym polskim rodowodzie. Jego ojcem był Arnold von Wilamowitz-Moellendorff, którego szlacheccy przodkowie pieczętowali się herbem Ogończyk, matką Ulrike von Wilamowitz-Moellendorff z domu von Calbo. Od 1910 był członkiem Polskiej Akademii Umiejętności. Właścicielem majątku Markowice został w 1919. Jego żona Marie von Wilamowitz-Moellendorff była córką noblisty Theodora Mommsena.

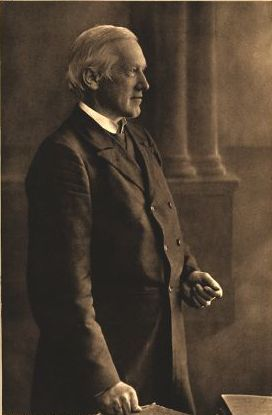
Ulrich von Wilamowitz-Moellendorff

Do roku 1869 studiował filologię klasyczną na Uniwersytecie w Bonn (przede wszystkim u Otto Jahna i Hermanna Usenera). W 1869 przeniósł się do Berlina, gdzie uzyskał doktorat z wyróżnieniem w 1870. Po wojnie francusko-pruskiej wyjechał na studia terenowe do Włoch i Grecji. W 1875 otrzymał tytuł profesora za dzieło Analecta Euripidea. W 1876 został zatrudniony na stanowisku profesora zwyczajnego na Ernst-Moritz-Arndt-Universität w Greifswaldzie. W 1897 objął stanowisko na Królewskim Uniwersytecie w Berlinie (Friedrich-Wilhelms-Universität), gdzie pracował aż do emerytury w 1921. Jego publiczne wykłady na różne tematy dotyczące klasycznej starożytności, odbywające się dwa razy w tygodniu, cieszyły się dużą popularnością. W 1908 otrzymał Pour le Mérite za Naukę i Sztukę.
Ostatnie lata życia spędził w odosobnieniu, cierpiąc na chorobę nerek. Zmarł w Berlinie, ale został pochowany na rodzinnym cmentarzu rodziny Wilamowitz-Moellendorff w gaju wymysłowickim w Wymysłowicach.

## Konflikt z Nietzschem i Wagnerem
Zanim jeszcze zdobył uznanie w kręgach akademickich, Wilamowitz był głównym krytykiem Nietzschego w naukowej dyskusji wywołanej publikacją jego głośnego dzieła – Narodziny tragedii, czyli hellenizm i pesymizm. W latach 1872–73 opublikował dwie bardzo ostre polemiki (Zukunftsphilologie, tj. Filologia przyszłości), które mocno atakowały Nietzschego (wtedy profesora uniwersytetów w Bazylei i Kilonii). Richard Wagner, którego poglądy na sztukę wywarły wpływ na Nietzschego i Erwina Rohdego, zareagował publikacją otwartego listu, a Rohde napisał potępiającą odpowiedź. Głównym przedmiotem sporu był stosunek Nietzschego do Eurypidesa, którego Nietzsche winił za upadek greckiej tragedii. Ponadto Wilamowitz poddał gruntownej krytyce metody badawcze Nietzschego, które w jego opinii niewiele miały wspólnego z rzetelnymi badaniami i standardami nauki akademickiej. Jego polemika jest uważana za odpowiedź klasycznej filologii na wyzwanie rzucone nauce przez niemieckiego filozofa.